# 毛叶毛盘草
毛叶毛盘草（学名：Roegneria barbicalla var. pubifolia）为禾本科鹅观草属下的一个变种。

## 扩展阅读
- 維基物種上的相關：毛叶毛盘草